# مورتن بريكي
مورتن بريكي (بالنرويجية البوكمول: Morten Brekke)‏ هو مصارع رياضي نرويجي، ولد في 30 نوفمبر 1957 في بورشغرون في النرويج.

## وصلات خارجية
- مورتن بريكي على موقع قاعدة بيانات المصارعة الدولية (الإنجليزية)
- مورتن بريكي على موقع أوليمبيديا (الإنجليزية)